# Цетнер, Францишек
Франци́шек Це́тнер (ум. 5 января 1732, Остров) — польский дворянин, военный и государственный деятель Речи Посполитой, воевода смоленский (1714—1732).

## Биография
Представитель польского шляхетского рода Цетнеров герба «Пржерова». Сын старосты львовского Яна Цетнера (ум. 1680) и Софии Анны Данилович, дочери подчашего великого коронного Николая Даниловича (ум. ок. 1676). Каспер Несецкий ошибочно называет его отцом старшего брата, теребовльского и щуровицкого старосту Александра Цетнера.
Принимал активное участие в общественно-политической жизни Львовской земли (Русское воеводство). В 1712 году он был избран депутатом (послом) на сейм от Львовской земли. В 1714 году Францишек Цетнер был назначен смоленским воеводой, но и в дальнейшем участвовал в жизни Львовской земли.
С 1702 года староста каменский, в 1727 году получил во владение староство вербельське. В 1702-1703 годах получил от короля разрешение на набор добровольцев в панцирную хоругвь.

## Семья и дети
1-я жена — Анна Ходоровская, дочь подкомория львовского Александра Стефана Ходоровского (ум. 1694). Супруги имели одну дочь:
- Аниела (в монашестве София)[1], основательница и настоятельница монастыря сакраменток во Львове.

2-я жена — Анна Тарло, дочь воеводы люблинского Станислава Тарло (ум. 1705?) и Терезы Дунин-Борковской. Их дети:
- Франциска Цетнер, жена подольского воеводы Михала Ржевуского[1]
- Ян Цетнер (ум. 1734), староста жидачевский и каменкский, генерал королевской армии, кухмистр великий коронный[1].